# Кастелвекио Субекво
Кастелвекио Субекво (итал. Castelvecchio Subequo) је насеље у Италији у округу Л'Аквила, региону Абруцо.
Према процени из 2011. у насељу је живело 964 становника. Насеље се налази на надморској висини од 480 м.

## Становништво
| 1931. | 1936. | 1951. | 1961. | 1971. | 1981. | 1991. | 2001. | 2011. |
| ----- | ----- | ----- | ----- | ----- | ----- | ----- | ----- | ----- |
| 2.440 | 2.417 | 2.409 | 2.118 | 1.811 | 1.547 | 1.448 | 1.241 | 1.067 |